# Campeonato Nacional de Rodeo de 2017
El Campeonato Nacional de Rodeo de 2017 fue la 69.ª versión del popular y tradicional Champion de Chile. Fue disputado entre el 6 y el 9 de abril de 2017.
Con este campeonato culminó la temporada 2016-2017 del rodeo chileno. Fue disputado en la ciudad de Rancagua, en la principal medialuna de Chile. Los campeones fueron los jinetes de la asociación Llanquihue y Palena Juan Antonio y Bruno Rehbein, quienes montaron a "Buen Tipo" y "Onofre" obteniendo un total de 40 puntos.
En agosto de 2016 el directorio de la Federación del Rodeo Chileno dio a conocer la fecha y las sedes de los rodeos clasificatorios, que fueron los siguientes:
- 24, 25 y 26 de febrero de 2017: Rodeo Clasificatorio Zona Sur, Frutillar (Asociación Llanquihue y Palena).
- 3, 4 y 5 de marzo de 2017: Rodeo Clasificatorio Zona Centro, San Fernando (Asociación Colchagua).
- 10, 11 y 12 de marzo de 2017: Rodeo Clasificatorio Zona Norte, Nos (Asociación Maipo).
- 24, 25 y 26 de marzo de 2017: Rodeo Clasificatorio de Repechaje, Pemuco (Asociación Ñuble).

## Resultados

### Serie de campeones
| Cuarto Animal 2017 | Cuarto Animal 2017                   | Cuarto Animal 2017                  | Cuarto Animal 2017  | Cuarto Animal 2017 |
| ------------------ | ------------------------------------ | ----------------------------------- | ------------------- | ------------------ |
| Posición           | Jinetes                              | Caballos                            | Asociación          | Puntaje            |
| 1.ª                | Juan Antonio y Bruno Rehbein         | "Buen Tipo" y "Onofre"              | Llanquihue y Palena | 40                 |
| 2.ª                | Gonzalo Abarca y Gonzalo Zunino      | "Timbero" y "Dispuesta"             | Santiago Sur        | 39                 |
| 3.ª                | Diego Pacheco y Felipe Undurraga     | "Rastrojero" y "Adjunto"            | Colchagua           | 36+12              |
| 4.ª                | Emiliano Ruiz y José Toledo          | "Compañía" y "Artillera en Domingo" | Santiago Oriente    | 36+8               |
| 5.ª                | Cristián Ramírez y Alfonso Navarro   | "Huasito" e "Imagen"                | O'Higgins           | 31                 |
| 6.ª                | Alfredo Moreno y Luis Eduardo Cortés | "Paredón" y "Portento"              | Talca               | 30                 |

### Serie Criadores
- 1.er lugar: Criadero Principio, José Manuel Pozo y José Tomás Meza (Asociaciones Talca y Maipo) en "Ostentosa" y "Ordeña" con 29 (11+8+6+4) +1.
- 2.º lugar: Criadero Agua de los Campos y Maquena, Gonzalo Abarca y Gonzalo Zunino (Asociación Santiago Sur) en "Timbero" y "Dispuesta" con 29 (9+7+7+6) -1.
- 3.er lugar: Criadero El Carmen de Nilahue, Pablo Baraona y Nicolás Arévalo (Asociación Santiago Sur) en "Complicá" y "Confidente" con 28 (8+4+8+8).

### Serie Caballos
- 1.er lugar: Criadero Palmas de Peñaflor, Alfredo Moreno E. y Luis Eduardo Cortés (Asociación Talca) en "Paredón" y "Portento", con 30 puntos (8+7+7+8) +7.
- 2.º lugar: Sebastián Ibáñez y Vittorio Cavalieri (Asociación Talca) en "Atrevío" y "Remolino", con 30 (12+5+9+4) -1.
- 3.er lugar: Francisco Infante y Mario Tamayo (Asociación Melipilla) en "Safarrancho" y "Refresco", con 25 (8+7+8+2).

### Serie Yeguas
- 1.er lugar: Rafael Melo y Ricardo Álvarez (Asociación Valdivia) en "Hilandera" y "Señorita" con 37 puntos (9+10+7+11).
- 2.º lugar: Juan Antonio Rehbein y Bruno Rehbein (Asociación Llanquihue y Palena) en "Chica Linda" y "Descuidada" con 28 (7+6+8+7).
- 3.er lugar: Manuel Muñoz y José Manuel Toledo (Asociación Santiago Oriente) en "Estera" y "Tentación" con 28 (8+9+6+5).

### Serie Potros
- 1.er lugar: Germán Varela y Mario Matzner (Asociación Osorno) en "Mariachi" y "Amador" con 33 puntos (8+7+7+11).
- 2.º lugar: Nicolás Barros y Mario Morales (Asociación Santiago Sur) en "Pertiguero" y "Don Pirula" con 31 (7+10+10+4).
- 3.er lugar: Criadero Agua de los Campos y Maquena, "Gonzalo Abarca" y "Pablo Aninat" (Asociación Santiago Sur) en Juanete y Cuento con 31 (7+7+9+8).

### Serie Mixta
- 1.er lugar: Criadero Carimallín, Pedro Espinoza y Arturo Ríos (Asociación Maipo) en "Escribano" y "Estocazo", con 32 puntos (8+8+9+7).
- 2.º lugar: Criadero Los Maquis, Juan Pablo Barrientos y Mario Mallea (Asociación Talca) en "Negra Linda" y "Agua Fiesta", con 31 (8+8+3+12).
- 3.er lugar: Criadero Alucarpa, Rafael Melo y Ricardo Álvarez (Asociación Valdivia) en "Elemento" y "Extranjera", con 30 (7+4+7+12).

### Primera Serie Libre A
- 1.er lugar: Criadero Amancay, Gustavo Cornejo y Diego Meza (Asociación O'Higgins) en "Diajuera" y "Encachao" con 31 puntos (12+4+7+8).
- 2.º lugar: Emiliano Ruiz y José Manuel Toledo (Asociación Santiago Oriente) en "Compañía" y "Artillera en Domingo" con 30 (7+9+7+7).
- 3.er lugar: Juan Pablo Muñoz y Pedro González (Asociación Talca) en "Víbora II" y "Lindo Amigo" con 29 (5+8+7+9).
- 4.º lugar: Juan Pablo Yáñez y Pablo Quera (Asociación Aguanegra) en "Matilde" y "Tincúa" con 28 (6+7+8+7).
- 5.º lugar: Joaquín Mallea y Luis Alberto Yáñez (Asociación O'Higgins) en "Indeciso" y "Jornalero" con 25 (9+3+5+8) +9.

### Primera Serie Libre B
- 1.er lugar: Schawky Eltit y Nicolás Maggi (Asociación Quillota) en "Tranquilla" y "Teruca" con 31 (11+9+6+5)+3 puntos buenos.
- 2.º lugar: Criadero Doña Dominga, Luis Huenchul y Diego Pacheco (Asociación Colchagua) en "Lindas Plumas" y "Viñatero", con 31 (7+8+8+8)+1.
- 3.er lugar: Criadero Peleco, Gustavo Valdebenito y Cristóbal Cortina (Asociación Malleco) en "Romario" y "Caballero", con 31 (5+8+7+11)-2.
- 4.º lugar: Fernando Alcalde y Diego Tamayo (Asociación Valdivia) en "Revancha" y "Soñadora" con 29 (12+9+4+4).
- 5.º lugar: Criadero Peleco, Gustavo Valdebenito y Cristóbal Cortina (Asociación Malleco) en "Compadre" y "Estupendo", con 29 (7+7+4+11).

### Segunda Serie Libre A
- 1.er lugar: Juan Antonio Rehbein y Bruno Rehbein (Asociación Llanquihue y Palena) en "Buen Tipo" y "Onofre" con 33 puntos (9+9+5+10).
- 2.º lugar: Marcelo Bancalari y Cristián Meza (Asociación Concepción) en "Correntoso" y "Risueño" con 26 (9+6+10+1).
- 3.er lugar: José Antonio Bozo y Claudio Krause (Asociación Bío-Bío) en "Engreído" y "Budín" con 26 (7+8+5+6).
- 4.º lugar: Criadero Palmas de Peñaflor, Alfredo Moreno y Luis Eduardo Cortés (Asociación Talca) en "Condesa" y "Cacique" con 25 (8+11+5+1).

### Segunda Serie Libre B
- 1.er lugar: Juan Antonio Rehbein y Bruno Rehbein (Asociación Llanquihue y Palena) en "Prometido" y "Escondido" con 39 puntos (7+12+11+9).
- 3.er lugar: Criadero Manantiales de Pelarco, Rufino Hernández y Luis Fernando Corvalán (Asociación Talca) en "Ahora Sí" y "Envidia" con 36 (8+9+9+10).
- 4.º lugar: Criadero Lo Miranda, Cristián Ramírez y Alfonso Navarro (Asociación O'Higgins) en "Huasito" e "Imagen" con 30 (6+7+6+11).

### Movimiento de la rienda femenino
- Campeona: Marta Hernández (Asociación Sur) en "Leufu", con 51 puntos.
- Segunda campeona: Valentina Hernández (Asociación Talca) en "Roto Lindo", con 48 puntos.

### Movimiento de la rienda masculino
- Campeón: Luis Eduardo Cortés (Asociación Talca) en "Palmeña" con 63+19 puntos.
- Segundo campeón: Hugo Navarro (Asociación Curicó) en "Milonga" con 63+18.

## Clasificatorios

### Clasificatorio Zona Sur de Frutillar
El clasificatorio de Frutillar fue disputado los días 24, 25 y 26 de febrero de 2017 y fue organizado por la asociación Llanquihue y Palena.
- 1.er lugar: Criadero El Solar con Nelson García y Hernán Lobel (Asociación Llanquihue y Palena) en "Estelita" y "Escandaloso" con 40 puntos.
- 2.º lugar: Criadero Peleco con Gustavo Valdebenito y Cristóbal Cortina (Asociación Malleco) en "Compadre" y "Estupendo" con 34 puntos.
- 3.er lugar: René Fernández y Luis Navarro (Asociación Río Cautín) en Las Treacas Gratuito y Peñas Blancas Cambalache con 32 puntos.

### Clasificatorio Zona Centro de San Fernando
El segundo clasificatorio en disputarse fue el de la zona centro los días 3, 4 y 5 de marzo de 2017 en San Fernando, rodeo organizado por la asociación Colchagua.
- 1.er lugar: Criadero Las Alamedas, Vittorio Cavalieri y Sebastián Ibáñez (Asociación Talca) en "Fachoso" y "Tinaja" con 35 puntos.
- 2.º lugar: José Alfonso Díaz y Sergio Abarca (Asociación O'Higgins) en "Farandulero" y "Negociao" con 29 puntos.
- 3.er lugar: Criadero Palmas de Peñaflor, Alfredo Moreno y Luis Eduardo Cortés (Asociación Talca) en "Condesa" y "Cacique" con 27 puntos.

### Clasificatorio Zona Norte de Nos
El rodeo clasificatorio de la zona norte se disputó los días 10, 11 y 12 de marzo de 2017 en la medialuna Los Valientes de Nos.
Como dato histórico por primera vez una collera de jinetes argentinos obtiene un cupo por derecho propio al campeonato nacional. Los jinetes Ariel Scibilia y Javier Salinas (Asociación Cuyo) consiguieron el logro al obtener el tercer lugar en la Segunda Serie Libre A del clasificatorio en "Qué Lolo" y "Mariachi".
- 1.er lugar: Juan Ignacio Meza y Jorge Ortega (Asociaciones Santiago Sur y Melipilla) en "Preferido" y "Espectáculo" con 32 puntos.
- 2.º lugar: Criadero Agua de los Campos y Maquena, Gonzalo Abarca y Pablo Aninat (Asociación Santiago Sur) en "Malambo" y "Cuenta Cuento" con 31 puntos.
- 3.er lugar: Emiliano Ruiz y José Manuel Toledo (Asociación Santiago Oriente) en "Compañía" y "Artillera en Domingo" con 31 puntos.

### Clasificatorio Repechaje de Pemuco
Se disputó los días 24, 25 y 26 de marzo de 2017 en la medialuna de Pemuco. Participaron aquellas collejas que no pudieron clasificar a Rancagua durante los tres rodeos clasificatorios anteriores.
- 1.er lugar: Diego Pacheco y Felipe Undurraga (Asociación Colchagua) en "Rastrojero" y "Adjunto" con 40 puntos.
- 2.º lugar: Juan Carlos Villarroel y Mauricio Villarroel (Asociaciones Los Andes y San Felipe) en "Escultor" y "Comodín" con 33 puntos.
- 3.er lugar: José Antonio Bozo y Claudio Krause (Asociación Bío Bío) en "Engreído" y "Budín", con 33 puntos.

## Cuadro de honor temporada 2016-2017
Al finalizar la temporada 2016-2017 la Federación del Rodeo Chileno dio a conocer el cuadro de honor.

### Jinetes
1. Juan Antonio Rehbein (Asociación Llanquihue y Palena - Club Fresia)
2. Bruno Rehbein (Asociación Llanquihue y Palena - Club Fresia)
3. Gonzalo Abarca (Asociación Santiago Sur - Club Cerrillos)
4. Diego Pacheco (Asociación Colchagua - Club Huemul)
5. Gonzalo Zunino (Asociación Santiago Sur - Club Cerrillos)
6. Felipe Undurraga (Asociación Colchagua - Club De Angostura)
7. Emiliano Ruiz (Asociación Santiago Oriente - Club Vitacura)
8. José Manuel Toledo (Asociación Santiago Oriente - Club La Reina)
9. Luis Eduardo Cortés (Asociación Talca - Club Cumpeo)
10. Alfonso Navarro (Asociación O'Higgins - Club Rancagua-LaRamirana)

### Caballos
1. Buen Tipo
2. Onofre
3. Rastrojero
4. Portento
5. Paredón
6. Remolino
7. Espectáculo
8. Agua Fiesta
9. Atrevío
10. Preferido

### Yeguas
1. Dispuesta
2. Artillera en Domingo
3. Imagen
4. Compañía
5. Vívora II
6. Negra Linda
7. Ahora Sí
8. Condesa
9. Envidia
10. Hilandera

### Potros
1. Timbero
2. Adjunto
3. Engreído
4. Caballero
5. Huasito
6. Budín
7. Lindo Amigo
8. Amador
9. Romario
10. Escondico